# Motorvägar i Grekland

Detta är en lista över motorvägar i Grekland
Grekland har motorvägar som numera når ut till förhållandevis stora delar av landet. De är dock en aning ojämnt fördelade. Total längd var 2500 km i slutet på 2017. Grekland har från början byggt ut sitt motorvägsnät ojämnt men har på senare år byggt ut dessa i stor omfattning med bland annat pengar från EU. Detta har gjort att Grekland idag har gått om Sverige med att ha ett motorvägsnät som bättre når ut till olika delar av landet. Ännu återstår dock en hel del innan motorvägsnätet ska bli fulländat. Idag går en motorväg från gränsen till Nordmakedonien via Thessaloniki och vidare till Aten och denna är egentligen bara en del av den långa motorvägen genom Balkan som utgår från norra Slovenien och går via Kroatien, Serbien och Nordmakedonien innan den fortsätter genom Grekland. Detta är den mest kompletta motorvägen i Grekland. Från Thessaloniki går en motorväg i riktning österut och denna ska ansluta till Turkiet. Det kan dock påpekas att vägen efter turkiska gränsen på turkisk sida enbart är en vanlig landsväg. Motorvägar som ska förbinda Grekland med Albanien håller också på att byggas.

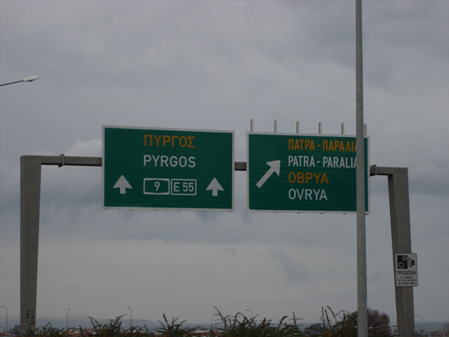
Skyltning för en avfart på E55 i Grekland.

## Motorvägssträckor i Grekland
- A1 (Nordmakedonien) – Thessaloniki – Larissa – Aten
- A2 Igumenitsa – Kozani – Thessaloniki – Kavala – Kipi – (Turkiet)
- A5 Rio – Antirio
  - Agrínio – Arta (denna motorväg är under byggnad och kommer när den är färdig att knyta ihop de grekiska motorvägarna med Albanien)
- A6 Elefsina – Aten – Spáta – Markopoulo
- A7 Korinthos – Tripoli
- A8 Aten – Rio – Patra
- A9 Patra
- A62 Från Aten-Elefthérios Venizélos internationella flygplats till motorvägen A6
- A64 Kesariani – motorväg A642 – motorväg A6 – Pallini – Pikermi
- A65 Från motorvägen A6 – Egaleo
- A71 Från motorvägen A7 – Sparta
- A90 Kissamos – Iraklion – Agios Nikolaos (detta är en motorväg på Kreta)
- A642 Aten – Ajios Paraskevi